# Filipijnse sperwerkoekoek
De Filipijnse sperwerkoekoek ( Hierococcyx pectoralis) is een soort koekoek uit het geslacht Hierococcyx. Deze soort parasiteert op zangvogels. Deze soort wordt ook wel als ondersoort van de Maleise sperwerkoekoek (Hierococcyx fugax) beschouwd. 

## Beschrijving
Deze sperwerkoekoek is 29 cm lang. Volwassen vogels zijn donkergrijs van boven en wit van onder met een bleek roodbruin gekleurde borst. De staart heeft drie of vier donkere, horizontale brede banden, waarvan de laatste zwart gekleurd is met een dun bruinrood randje. Om het oog is een geel gekleurde ring. De poten zijn ook geel; de snavel is donker olijfkleurig. Onvolwassen vogels zijn roodbruin gestreept van boven en hebben bruine strepen op de borst.

## Voorkomen en leefgebied
De Filipijnse sperwerkoekoek komt voor op de grotere eilanden van de Filipijnen. Het is een schuwe vogel van tropisch bos, bosranden en montaan bos tot een hoogte van 2300 m boven de zeespiegel.